# Circuit Breakers
Circuit Breakers est un jeu de course sorti sur PlayStation en 1998. Ce jeu reprend le concept déjà entrepris par Micro Machines V3, à savoir une course de voitures modèles réduits.

## Système de jeu
Circuit Breakers est un jeu de course de voitures et autres moyen de transport selon le terrain, comme le sous-marin ou le bateau.
Pendant la course, il y a différentes options qui apparaissent, certaines bénéfiques pour le joueur alors que d'autres pouriront plutôt les adversaires. Tout ça pour augmenter le fun des parties déjà endiablées.
Il y a un total de 8 voitures de bases (4 mais en 2 couleurs pour chacune). Quelques circuits de base avec leurs dérivés. 
Il y a le choix entre un mode championnat qui débloque finalement tous les circuits, et du multijoueurs jusqu'à quatre joueurs.
Au choix du Circuit, il y a possibilité d'activer 3 options qui influent sur toute la course : le mode nuit, le mode turbo, le mode écran retourné.

## Accueil

### Critiques
| Publication | Note     |
| ----------- | -------- |
| R-U Edge    | 7 sur 10 |
| FR Joypad   | 3 sur 10 |